# DEAD DANCE
『DEAD DANCE』（デッドダンス）は、1993年3月26日にジャレコから発売された対戦型格闘ゲームである。

## ゲーム内容
ストーリーモードと練習モードと対戦モードとオプションモードがある。
ストーリーモードでは4人のプレイヤーから1人を選び、残りのプレイヤーキャラクター3人を倒し、塔に待つ敵を倒していく。ストーリーモードでは一定の敵を倒すごとにレベルアップして必殺技の威力が上がりグラフィックが派手になる。家庭用オリジナル対戦格闘ゲームらしく、ストーリーモードのパスワードがある。
練習モードでは4人のプレイヤーから1人を選び、最終ボス以外の6人の敵をCPUに選んで戦う。
対戦モードでは4人のプレイヤーから1Pと2Pがキャラクターを選んで対戦するが、同キャラクター戦は不可能。
オプションモードでは時間制限の有無やCPUの難易度やストーリーモード以外の必殺技の性能の調整が可能。
ファイナル（対戦の決着）をスローでリプレイする機能がある。

## 登場人物

### プレイヤーキャラクター
翔
主人公的存在の日本人青年。正義感あふれる性格。バランスが取れている性能だが、対空技のコマンドは前溜め。
ザジ
翔と同能力の黒人青年。しかし、翔とは考えが全く違う。
琴乃
父の仇取りに挑むくの一。必殺技に溜めコマンドが多い。立ち大パンチはリーチがあり判定も強い。
ヴォルツ
オランダ出身のプロレスラー。組み技が基本。防御、対空技が少ない。無口な性格。

### 敵キャラクター
塔に住む敵。練習モードやストーリーモードで裏技をすると使用キャラクターにできる。
ビーンズ
塔の門番。OPデモで姿を見せるが、敵キャラクターでは最弱のモヒカン男。
ドルフ
リビア出身の軍人。バズーカを駆使して戦う。
水野麗
古武術使いの女性。ジャドーの熱心な信者。飛び道具が豊富。
ガジェット
覆面プロレスラー。ヴォルツと似た体格をしている。実はヴォルツの弟。
紫狼
忍者。刀を使って戦う。しゃがむ事が出来ない上に、蹴り技が無い。
キース
東ドイツ出身の改造人間。電気技を使う。両腕が義手なので、リーチが長い。
ジャドー
最終ボス。アーマーを身にまとい、闘気を駆使して戦う。彼のみ練習モードに登場しない。

## 移植版
| No. | タイトル                             | 発売日                       | 対応機種        | 開発元 | 発売元 | メディア     | 型式 | 備考 |
| --- | ------------------------------------ | ---------------------------- | --------------- | ------ | ------ | ------------ | ---- | ---- |
| 1   | スーパーファミコン Nintendo Classics | 2020年12月18日 2021年7月28日 | Nintendo Switch | 任天堂 | 任天堂 | ダウンロード | -    |      |

『スーパーファミコン Nintendo Classics』版では、キャラクターの流血表現が削除されている。

## スタッフ
- シナリオ：青木浩司
- キャラクター・デザイン：MR.KAMIKAZE、MR.HASEGAWA、あらいゆき
- プログラム：Byontar Nottengham、かせけんいち
- キャラクター・グラフィック：MR.KAMIKAZE、MR.HASEGAWA、BIGRUN·VADER=LAKUKU（前川恵一）、KURAMOCHIDA!（倉持伸幸）、VULTURE V2 PILOT・BOOBY.、UM FUKUCHIKA by AKAI
- 背景グラフィック：Helper M !?、KURAMOCHIDA!（倉持伸幸）
- 音楽：高芝泰彦、石田傑
- スペシャル・サンクス：Hoshi-GANBA-Kazuaki（星和明）、KURONEKO（大原健志）、カチサトもりた、Mizutani、オールジャレコスタッフ、デッドダンスプロジェクトチーム
- ディレクター：あらいゆき

## 評価
- ゲーム誌『ファミコン通信』の「クロスレビュー」では、9・6・6・7の合計27点（満40点）[5]、『ファミリーコンピュータMagazine』の読者投票による「ゲーム通信簿」での評価は以下の通りとなっており、19.61点（満30点）となっている[1]。この得点はスーパーファミコン全ソフトの中で219位（323本中、1993年時点）となっている[1]。また、『SUPER FAMICOM Magazine』1993年8月情報号特別付録の「スーパーファミコンオールカタログ'93」では、「選んだキャラによって、ストーリーが変わるシナリオモードもグッド。相手を倒した瞬間を再現するリプレイモードがある」と紹介されている[1]。

| 項目 | キャラクタ | 音楽 | 操作性 | 熱中度 | お買得度 | オリジナリティ | 総合  |
| 得点 | 3.51       | 3.24 | 3.41   | 3.37   | 3.14     | 2.94           | 19.61 |